# Felice Musazzi
Felice Musazzi (San Lorenzo (Parabiago), 10 gennaio 1921 – Legnano, 4 agosto 1989) è stato un attore teatrale, commediografo e regista teatrale italiano, cofondatore, insieme a Tony Barlocco, della compagnia teatrale dialettale I Legnanesi, nei cui spettacoli interpretava il ruolo di Teresa.

## Biografia

### La vita e gli esordi

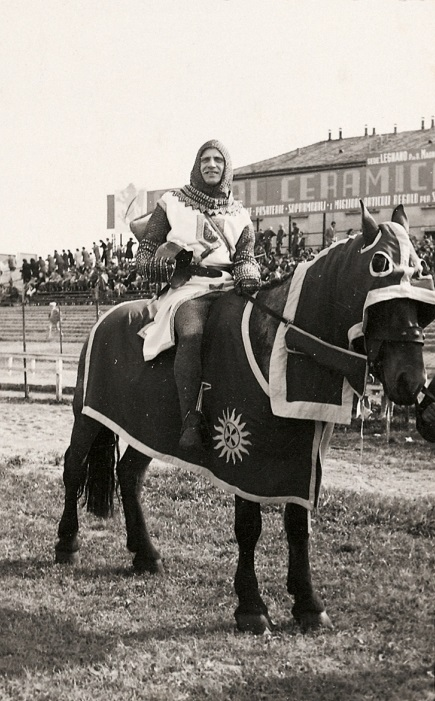
Sfilata storica per un'edizione del palio di Legnano degli anni sessanta. Sul cavallo Felice Musazzi, capitano della contrada Legnarello nel 1967, 1968 e nel 1969

Felice Musazzi nacque a San Lorenzo, frazione di Parabiago, da padre tranviere e madre operaia. Terminati gli studi, trovò lavoro nell'azienda metalmeccanica Franco Tosi. Già in questi primi anni manifestò una spiccata tendenza alla recitazione, ma allo scoppio della seconda guerra mondiale partì per il fronte orientale e venne fatto prigioniero in Russia. Solo dopo diversi anni di prigionia riuscì a tornare in Italia ed a riprendere il proprio lavoro alla Franco Tosi.
Nell'immediato dopoguerra decise di costituire insieme a Tony Barlocco e Renato Lombardi una compagnia teatrale all'oratorio di Legnanello (quartiere di Legnano) che fu denominata I Legnanesi. In questi anni negli oratori della Diocesi di Milano era vietata la partecipazione di attrici donne e quindi i tre decisero di recitare i loro spettacoli en travesti. Infatti, essendoci solo interpreti uomini, e dovendo recitare anche ruoli femminili, i tre attori, per poter recitare le loro commedie, dovettero necessariamente travestirsi.
L'ambientazione tipica delle loro commedie era la corte lombarda, all'interno della quale ruotano le vicende della famiglia "Colombo". Questo nucleo familiare era formato da Teresa (cioè la donna di cortile interpretata da Musazzi), Mabilia (la figlia maggiorenne e da sempre "zitella" rappresentata da Tony Barlocco) e Giovanni (il marito di Teresa interpretato da Luigi Cavalleri). Oltre ai tre componenti della famiglia Colombo, era presente anche Chetta, ovvero una delle donne del cortile nonché antagonista di Teresa, che in origine era interpretata da Renato Lombardi. Tony Barlocco, nel primo spettacolo, non interpretava ancora il ruolo che gli avrebbe consegnato la celebrità, ovvero quello di Mabilia, bensì quello secondario di un garzone.
L'idea vincente fu quella di raccontare alla gente le storie di paese, del quotidiano, con le loro gioie e i loro dispiaceri, caratteristica che rese unico il gruppo e gli consentì di riscuotere un notevole successo tra il pubblico. Musazzi, oltre a recitare, scriveva anche i testi delle commedie.
Felice Musazzi partecipò attivamente al palio di Legnano: ricoprì la carica di capitano della contrada Legnarello dal 1967 al 1969 e quella di gran priore nel 1972.

### I Legnanesi

Felice Musazzi nei panni di Teresa

Il primo spettacolo della compagnia de I Legnanesi, dal titolo E un dì nacque Legnarello, andò in scena l'8 dicembre 1949 nel teatro dell'oratorio di Legnanello. La compagnia cambiò quindi il proprio nome in "Compagnia Dialettale Legnanese" e iniziò a perfezionare i temi, i personaggi e le battute, dando vita alla prima commedia importante dal titolo Sem nassù per patì. Il primo spettacolo importante - per il successo che ebbe tra il pubblico - fu quello recitato al Teatro Villoresi di Monza nel 1955, mentre il vero primo grande successo fu quello conquistato al Teatro Odeon di Milano nel 1958. Dopo questi spettacoli per I Legnanesi fu un successo crescente, sia di pubblico che di critica. La compagnia iniziò anche ad esibirsi fuori dalla Lombardia ricevendo plausi da vari personaggi dello spettacolo come Luchino Visconti, Federico Fellini e Wanda Osiris. In particolare Giorgio Strehler, riferendosi a Musazzi, disse "Peccato che la più grande attrice italiana sia un uomo".
In questo contesto Musazzi e Barlocco debuttarono sul grande schermo grazie ad una partecipazione nel film Splendori e miserie di Madame Royale di Vittorio Caprioli e con Ugo Tognazzi (1970), dove interpretavano il ruolo di due travestiti. Per Musazzi però non fu un esordio dato che aveva già recitato nel film Rocco e i suoi fratelli di Luchino Visconti (1960).
Nel 1986 morì Tony Barlocco e Musazzi, che era tentato dal ritiro dalle scene, decise di riproporre gli spettacoli senza Mabilia. Il pubblico, infatti, chiedeva insistentemente il ritorno sul palco della famiglia Colombo. L'ultima commedia preparata da I Legnanesi, Va là tramvai (1988), non andò però in scena a causa dei problemi di salute di Musazzi. All'attore era infatti stato diagnosticato un tumore alla gola. Nel giugno del 1989 fu colpito da paresi e il 4 agosto 1989 si spense a Legnano; venne sepolto nel cimitero monumentale della città del Carroccio.

## Omaggi
- A Legnano gli sono stati intitolati una via del centro cittadino ed un monumento. Quest'ultimo, in particolare, rappresenta una grande maschera bronzea con il volto della "Teresa"[10].

## Gli spettacoli teatrali
Il repertorio della compagnia comprendeva gli spettacoli:
- E un dì nacque Legnarello (1949) (commedia d'esordio)
- Sem nasü par patì... e patèm (1950)
- Miracolo a Legnano (1951)
- Bu... cumé bulèta (1952)
- Tanti có tanti süch (1953)
- Famm fümm e frecc (1954)
- 1900 vòltas indré (1955)
- Teresate (1956)
- Va la batèl ca sèm sü tüti (1957)
- Tela là la lüna (1959)
- Süch e melun a só stagiun (1960)
- Teresa e Mabilia show in famiglia (1961)
- Va la batèl! 1962 (1962)
- Teresa di notte (1965)
- I lensö di ier e d'incö (1966)
- Teresa degli spiriti (1967)
- Fam füm frec e fastidi (1968)
- Oh vita oh vita straca (1969)
- Chi vusa püsé, la vaca l'é sua (1970)
- E la bulèta la va la va... (1971)
- Teresa story (1972)
- I pover crist superstar (1973)
- Regna la rogna (1974)
- Un due tre... cìapal ca'l gh'é (1977)
- Il cortile dei miracoli (1979)
- Lasciate che i pendolari vengano a me (1982)
- La scala è mobile (1987)
- Va là tramvai (1988) (non messo in scena)

## Filmografia
- Rocco e i suoi fratelli, regia di Luchino Visconti (1960)[9]
- Splendori e miserie di Madame Royale, regia di Vittorio Caprioli (1970)[9]